# Coprosma divergens
Coprosma divergens är en måreväxtart som beskrevs av Walter Reginald Brook Oliver. Coprosma divergens ingår i släktet Coprosma och familjen måreväxter. Inga underarter finns listade i Catalogue of Life.